# Pterodiscus undulatus
Pterodiscus undulatus är en sesamväxtart som beskrevs av Baker f.. Pterodiscus undulatus ingår i släktet Pterodiscus och familjen sesamväxter. Inga underarter finns listade i Catalogue of Life.